# جواد الحطاب
جواد الحطاب شاعر عراقي من جيل السبعينات، وهو من مواليد 1950 في البصرة. يعتبر مؤسس الأدب التسجيلي في العراق. تعرض لمحاولة اغتيال في عام 2008. ترجمت قصائده إلى لغات عديدة منها الإيطالية والألمانية والإنجليزية والكردية.[بحاجة لمصدر]
```
من مؤلفاته «سلاما أيها الفقراء» و«يوم لإيواء الوقت» و«شتاء عاطل» و«إكليل موسيقى على جثة بيانو» و«إنه الوطن..إنه القلب» و«يوميات فندق ابن الهيثم» وكتب قصصًا للأطفال مثل «تلال يغسلها الصباح» و«يا قمرا في البصرة».
```

## مناصب تقلدها
شغل عدة مناصب منها:[بحاجة لمصدر]
- نائب رئيس منتدى الادباء الشباب
- إدارة تحرير أول مجلة ثقافية شاملة - مجلة اسفار
- الامين العام لأدباء وكتاب العراق - تسعينيات ماضية
- رئيس تحرير أول جريدة ثقافية متخصصة (الزمن)
- رئيس تحرير جريدة (الاتحاد)الصدارة عن اتحاد الصناعات
- رئيس تحرير جريدة (السلطة الرابعة) بعد السقوط
- رئيس تحرير جريدة (المربد) لعدّة دورات
- عضو اتحاد الادباء والكتاب في العراق
- عضو اتحاد الكتاب العرب
- عضو نقابة الصحفيين العراقيين
- عضو اتحاد الصحفيين العرب
- عضو منظمة الصحافة العالمية
- تناولت تجربته الشعرية الدراسات والبحوث والاطاريح الجامعية بشكل منفصل أو مع جيله السبعيني
كان ديوانه (اكليل موسيقى على جثة بيانو) أول ديوان مقاوم للاحتلال لشاعر يعيش تحت الاحتلال.. الاحتلال الأمريكي للعراق.. وكانت الصحف الأردنية والمواقع الادبية العربية تنشر نصوصه وتضع تحت اسمه (شاعر المقاومة العراقية)